# Devin Robinson
Devin Ray Robinson (ur. 7 marca 1995 w Chesterfield) – amerykański koszykarz, występujący na pozycji niskiego skrzydłowego.
W 2015 wziął udział w międzynarodowym turnieju Adidas Nations Counselors. Rok wcześniej wystąpił w meczu gwiazd amerykańskich szkół średnich – Derby Classic, został też zaliczony do I składu Parade All-American First Team. W 2013 wziął udział w obozach – Kevin Durant Skills Academy, LeBron James Skills Academy, Adidas Eurocamp.
23 lipca 2019 podpisał umowę z Toronto Raptors. 19 października opuścił klub.

## Osiągnięcia
Stan na 20 października 2019, na podstawie, o ile nie zaznaczono inaczej.
NCAA
- Uczestnik rozgrywek Elite 8 turnieju NCAA (2017)
- Zaliczony do I składu najlepszych pierwszorocznych zawodników konferencji Southeastern (SEC – 2015)